# Bataille de la Louée
Guerre de Vendée
Batailles
La bataille de la Louée se déroule le 20 juin 1793 lors de la guerre de Vendée. Elle s'achève par la victoire des Vendéens qui chassent les républicains du poste de la Louée, à Haute-Goulaine, aux abords de Nantes.

## Déroulement
Le 20 juin 1793, les insurgés du Loroux menés par François Lyrot de La Patouillère attaquent le poste de la Louée, situé à Haute-Goulaine, aux abords de Nantes. Une soixantaine de tirailleurs sont envoyés en avant pour engager le combat, le général républicain Beysser sort du camp et se lance à leur poursuite. Il emporte quelques retranchements rudimentaires mais tombe bientôt dans un guet-apens où il se retrouve cerné par plusieurs milliers d'insurgés,. La cavalerie républicaine se fait jour et ouvre la voie au reste des forces de Beysser qui battent en retraite. Les patriotes sont poursuivis par les cavaliers vendéens jusqu'aux portes de Nantes. Le général Canclaux fait alors une sortie pour protéger la retraite des troupes de Beysser. Les Vendéens s'arrêtent à une lieue de la ville, face aux derniers postes avancés républicains. 

## Pertes
Le 22 juin, dans son rapport au ministre de la guerre, le général Canclaux fait état de « quelque pertes d'hommes », et particulièrement de trois chefs de la légion nantaise, « ce qui a beaucoup affecté la ville ». Alexandre Coëslier, chef du 2e bataillon, figure notamment parmi les morts. Les républicains abandonnent également un canon, dont l'essieu s'est brisé et qui selon Canclaux a été encloué par Beysser lui-même. Pour Émile Gabory, les patriotes perdent deux canons.